# Stormvogels en pijlstormvogels
Stormvogels en pijlstormvogels (Procellariidae) zijn een familie van vogels uit de orde van de buissnaveligen. De familie telt bijna 100 soorten. De stormvogeltjes (Hydrobatidae) behoren niet tot deze familie. Stormvogels, pijlstormvogels en stormvogeltjes behoren wel samen met de familie van de albatrossen tot dezelfde orde.

## Beschrijving
Deze zeevogelfamilie is een zeer diverse groep, met ongeveer honderd verschillende soorten. Ze variëren aanzienlijk in grootte: reuzenstormvogels zijn rond de 90 cm lang en de kleinste soorten minimaal 20 cm (alkstormvogeltje).
De vogels leven van pijlinktvis, kreeftachtigen en kleine vissen. Sommige soorten zijn aaseters of leven van de bijvangst die overboord gaat bij de zeevisserij. Alle soorten verblijven op volle zee en ze maken zwerftochten over afstanden van honderden tot duizenden kilometers, vaak heen en terug over de evenaar. Ze hebben in tegenstelling tot de meeste andere vogels een goed ontwikkelde reukzin.
De vogels broeden in kolonies, vaak op kleine eilanden. Ze vormen paren die elkaar levenslang trouw blijven en ook trouw blijven aan de broedplaats. Alle soorten leggen maar één ei in de broedtijd en de tijd die het kost om het jong groot te brengen, duurt uitzonderlijk lang in vergelijking met andere vogelsoorten. Ze nestelen vaak in holen die ze zelf graven of tussen rotsen of in rotsspleten, soms op grote hoogte in bergachtig gebied.

## Status
Er zijn soorten met een populatiegrootte van miljoenen individuen, maar er zijn ook soorten met kleine aantallen van rond de 200. De eieren en kuikens zijn eeuwenlang door mensen geëxploiteerd als voedsel voor zeelieden, brandstof of aas. Dit soort exploitatie vindt nog steeds plaats. Tientallen soorten hebben de status van kwetsbaar of (ernstig) bedreigd op de Rode Lijst van de IUCN omdat op de eilanden waarop ze broeden invasieve zoogdieren zoals verwilderde katten, honden, ratten en muizen zich hebben gevestigd. Deze dieren vormen een bedreiging voor de broedvogels en hun eieren en kuikens. Daarnaast vormt op zee de langelijnvisserij een gevaar omdat de vogels het aas van de vishaken proberen te pakken en dan verdrinken. De vogels zijn ook gevoelig voor klimaatverandering omdat de eilanden waarop ze broeden geleidelijk in een andere klimaatzone komen te liggen en er geen uitwijkmogelijkheid is.

## Taxonomie
De volgende geslachten zijn bij de familie ingedeeld:
- Geslacht Aphrodroma (1 soort: kerguelenstormvogel)
- Geslacht Ardenna (7 soorten pijlstormvogel waaronder de grauwe pijlstormvogel)
- Geslacht Bulweria (3 soorten stormvogels waarvan 1 uitgestorven)
- Geslacht Calonectris (4 soorten waaronder de Kuhls pijlstormvogel)
- Geslacht Daption (1 soort: Kaapse stormvogel)
- Geslacht Fulmarus (2 soorten waaronder de  noordse stormvogel)
- Geslacht Halobaena (1 soort: blauwe stormvogel)
- Geslacht Macronectes (2 soorten reuzenstormvogels)
- Geslacht Pachyptila (6 soorten prions)
- Geslacht Pagodroma (1 soort: sneeuwstormvogel)
- Geslacht Pelecanoides (4 soorten alkstormvogeltjes)
- Geslacht Procellaria (5 soorten stormvogels)
- Geslacht Pseudobulweria (5 soorten stormvogels waarvan 1 uitgestorven)
- Geslacht Pterodroma (35 soorten stormvogels)
- Geslacht Puffinus (21 soorten pijlstormvogels)
- Geslacht Thalassoica (1 soort: Antarctische stormvogel)

Albatrossen · Stormvogels en pijlstormvogels · Noordelijke stormvogeltjes · Zuidelijke stormvogeltjes